# NSG Kelle - Teufelskanzel
NSG Kelle - Teufelskanzel este o arie protejată (arie specială de conservare — SAC, sit de importanță comunitară — SCI) din Germania întinsă pe o suprafață de 200 ha, integral pe uscat.

## Localizare
Centrul sitului NSG Kelle - Teufelskanzel este situat la coordonatele 51°19′15″N 9°57′24″E / 51.3208°N 9.9567°E.

## Înființare
Situl NSG Kelle - Teufelskanzel a fost declarat sit de importanță comunitară în septembrie 2000 pentru a proteja 1 specie de plante. Situl a fost protejat și ca arie specială de conservare în iulie 2008.

## Biodiversitate
Situată în ecoregiunea continentală, aria protejată conține 8 habitate naturale: Cursuri de apă de la nivel de câmpie la nivel montan, cu vegetație Ranunculion fluitantis și Callitricho-Batrachion, Pajiști uscate europene, Fânețe de joasă altitudine (Alopecurus pratensis, Sanguisorba officinalis), Grohotișuri silicioase medio-europene, la altitudine înaltă, Pante stâncoase silicioase cu vegetație casmofită, Păduri de fag Luzulo-Fagetum, Păduri de stejar și carpen Galio-Carpinetum, Păduri aluvionare cu Alnus glutinosa și Fraxinus excelsior (Alno-Padion, Alnion incanae, Salicion albae).
La baza desemnării sitului se află o specie protejată de  plante: Vandenboschia speciosa
Pe lângă speciile protejate, pe teritoriul sitului au mai fost identificate 2 specii de plante, 2 specii de mamifere.